# إي. بي. بابكوك
إي. بي. بابكوك (بالإنجليزية: E. B. Babcock)‏ هو عالم وراثة وعالم نبات أمريكي، ولد في 10 يوليو 1877 في ويسكونسن في الولايات المتحدة، وتوفي في 8 ديسمبر 1954.

## وصلات خارجية
- إي. بي. بابكوك على موقع الموسوعة البريطانية (الإنجليزية)